# 島津禎久
島津 禎久（しまづ よしひさ、1962年〈昭和37年〉4月5日 - ）は、日本の写真家。

## 人物・来歴
島津久永・貴子夫妻の長男として東京都に生まれる。西町インターナショナルスクール、啓明学園で学ぶ。
1975年（昭和50年）に、両親と共にオーストラリアへ渡り、5年間滞在して、シドニーのクランブルック・スクールを卒業した。その後、アメリカ合衆国マサチューセッツ州のハンプシャー・カレッジでフォトグラフィーとビジュアル・アーツを専攻した。
1985年（昭和60年）に、B.A.を取得する。その後4か月、イタリア・フィレンツェのステュディオ・アーツ・センターズ・インターナショナルで勉強した。幼い頃から平和問題、貧困、社会問題、環境問題などに関心を持ち、老人や精神障害者のこと等を取りあげたいくつかのフォトグラフィック・プロジェクトを手がける。　1990年代に、カナダ人女性と結婚した。出会いはフリスビーがきっかけである。
現在はカナダに在住している。

## 家族・親族
昭和天皇・香淳皇后夫妻の孫で、上皇（第125代天皇）の甥（父方から見ると又従兄弟でもある）。今上天皇（第126代天皇）の従弟。徳川宗家18代目当主徳川恒孝とは又従兄弟である。
二条吉忠（母の栄子内親王は霊元天皇の第三皇女）以来273年ぶりに、降嫁した皇女（伯母・東久邇成子は結婚後の皇籍離脱である）の子として誕生した。
子が男子1人、女子1人。

## 作品
- 『充たされた日々―イギリスのホスピスを訪ねて』池田出版事務所、1993年10月。ISBN 978-4795276567。